# Edmonson megye
Edmonson megye az Amerikai Egyesült Államokban, azon belül Kentucky államban található. Megyeszékhelye és legnagyobb városa Brownsville. Lakosainak száma 12 126 fő (2020. április 1.). Edmonson megye Barren, Hart, Grayson, Butler és Warren megyékkel határos.

## Népesség
A megye népességének változása:
| Lakosok száma | 12 186 | 12 263 | 12 108 | 12 062 | 12 007 | 12 126 |
|               | 2010   | 2011   | 2012   | 2013   | 2015   | 2020   |